# Limensgård
Der Wohnplatz Limensgård ist eine Siedlung mit mittel- und endneolithischen Hausfunden an einem Bach im Süden der dänischen Insel Bornholm, die während drei verschiedener Abschnitte (etwa 4000–1700 v. Chr.) genutzt und zwischen 1983 und 1989 ausgegraben wurde.
Am besten erhalten waren die Reste von 14 Langhäusern aus dem Senneolitikum (etwa 2350–1700 v. Chr.). Das größte hat eine Länge von etwa 44,0 m. Vor Ort wurden auch eine Siedlung und Grabstätten aus der Eisenzeit gefunden. Die Funde sind im Bornholms Museum in Rønne zu sehen.